# Coppa di Serbia 2006-2007 (pallavolo femminile)
La Coppa di Serbia di pallavolo femminile 2006-2007 è stata la 1ª edizione della coppa nazionale di Serbia. Alla competizione hanno partecipato 14 squadre e la vittoria finale è andata per la prima volta all'Odbojkaški klub Poštar.

## Regolamento
Alla competizione prendono parte sedici squadre: dieci provenienti dalla Superliga più altre sei proveniente dalla Prva Liga e le altre categorie minori. Le gare degli ottavi di finale si svolgono in gara unica, mentre quelle dei quarti di finale in gare di andata e ritorno. Le quattro squadre vincenti ai quarti si qualificano per la final-four.

## Squadre partecipanti
| - Dinamo Pančevo - Jedinstvo Stara Pazova - Jedinstvo Užice - Klek Srbijašume - Lazarevac - Obilić - Poštar | - Radnički Belgrado - Spartak Subotica - Stella Rossa - Student Niš - TENT - Vizura - Volley Star Beograd |

## Risultati

### Calendario

#### Ottavi di finale
| - ore X Sportski centar Vizura, Belgrado            | Vizura                 | 1 - 3 | Stella Rossa      | 23-25, 25-15, 17-25, 16-25        |
| - ore X -, Belgrado                                 | Volley Star Beograd    | 1 - 3 | Spartak Subotica  | 11-25, 25-20, 20-25, 26-28        |
| - ore X -, Belgrado                                 | Obilić                 | 0 - 3 | Klek Srbijašume   | 25-27, 10-25, 22-25               |
| - ore X Hala Sportova u Staroj Pazovi, Stara Pazova | Jedinstvo Stara Pazova | 1 - 3 | Dinamo Pančevo    | 25-23, 28-30, 16-25, 22-25        |
| - ore X -, Lazarevac                                | Lazarevac              | 2 - 3 | TENT              | 27-25, 16-25, 15-25, 25-23, 13-15 |
| - ore X -, Niš                                      | Student Niš            | 0 - 3 | Radnički Belgrado | 7-25, 23-25, 12-25                |

#### Quarti di finale

##### Andata
| - ore X Dvorana Strelište, Pančevo                    | Dinamo Pančevo    | 1 - 3 | Stella Rossa     | 23-25, 21-25, 25-22, 23-25 |
| - ore X Sportsko-kulturni centar Obrenovac, Obrenovac | TENT              | 0 - 3 | Poštar           | 22-25, 24-26, 20-25        |
| - ore X Dvorana Miloš Grbić, Klek                     | Klek Srbijašume   | 0 - 3 | Jedinstvo Užice  | 23-25, 15-25, 20-25        |
| - ore X Dvorana SD Radnički, Belgrado                 | Radnički Belgrado | 3 - 0 | Spartak Subotica | 25-19, 25-20, 25-12        |

##### Ritorno
| - ore X Šumice Sport Center, Belgrado       | Stella Rossa     | 3 - 0 | Dinamo Pančevo    | 25-16, 25-19, 25-19               |
| - ore X Dvorana Velefar, Belgrado           | Poštar           | 3 - 0 | TENT              | 25-14, 25-22, 25-16               |
| - ore X SD Veliki Park, Užice               | Jedinstvo Užice  | 3 - 0 | Klek Srbijašume   | 25-8, 25-11, 25-14                |
| - ore X Hala Sportova Dudova Šuma, Subotica | Spartak Subotica | 2 - 3 | Radnički Belgrado | 25-23, 24-26, 23-25, 25-13, 11-15 |

### Final-four

#### Tabellone
|  | Semifinali        | Semifinali        | Semifinali   |              |        | Finale | Finale | Finale |  |
|  |                   |                   |              |              |        |        |        |        |  |
|  | Poštar            | Poštar            | 3            |              |        |        |        |        |  |
|  | Poštar            | Poštar            | 3            |              |        |        |        |        |  |
|  | Jedinstvo Užice   | Jedinstvo Užice   | 0            |              |        |        |        |        |  |
|  | Jedinstvo Užice   | Jedinstvo Užice   | 0            |              | Poštar | Poštar | 3      |        |  |
|  |                   |                   |              |              | Poštar | Poštar | 3      |        |  |
|  |                   |                   | Stella Rossa | Stella Rossa | 2      |        |        |        |  |
|  | Stella Rossa      | Stella Rossa      | Stella Rossa | Stella Rossa | 2      | 3      |        |        |  |
|  | Stella Rossa      | Stella Rossa      |              |              |        |        |        |        |  |
|  | Radnički Belgrado | Radnički Belgrado | 0            |              |        |        |        |        |  |

#### Calendario

##### Semifinali
| 4 maggio 2007 - ore X -, Belgrado | Poštar       | 3 - 0 | Jedinstvo Užice   | 25-16, 25-16, 25-20 |
| 4 maggio 2007 - ore X -, Belgrado | Stella Rossa | 3 - 0 | Radnički Belgrado | 25-18, 30-28, 25-23 |

##### Finale
| 5 maggio 2007 - ore X -, Belgrado | Poštar | 3 - 2 | Stella Rossa | 17-25, 25-20, 14-25, 25-15, 15-13 |